# Uruguay en los Juegos Parapanamericanos de 2023
La delegación uruguaya participó en los VII Juegos Parapanamericanos que se desarrollaron en Santiago, Chile, entre los días 17 y 26 de noviembre de 2023. Los abanderados durante la inauguración fueron la nadadora Hanna Arias y el judoka Henry Borgues quien también ganó una medalla de plata en el certamen.

## Deportistas por disciplina
| Disciplina               | Hombres | Mujeres | Total |
| ------------------------ | ------- | ------- | ----- |
| Boccia                   | 0       | 1       | 1     |
| Judo                     | 1       | 1       | 2     |
| Para atletismo           | 2       | 0       | 2     |
| Paraciclismo             | 2       | 0       | 2     |
| Para natación            | 0       | 2       | 2     |
| Para tenis de mesa       | 1       | 0       | 1     |
| Tenis en silla de ruedas | 1       | 0       | 1     |
| Tiro Para deportivo      | 1       | 0       | 1     |
| Total                    | 8       | 4       | 12    |

## Medallistas
| Medalla           | Deportista    | Deporte             | Evento                                | Fecha           |
| ----------------- | ------------- | ------------------- | ------------------------------------- | --------------- |
| Medalla de plata  | Carmelo Milan | Tiro Para deportivo | R4-10m Rifle de Aire de Pie SH2 Mixto | 21 de noviembre |
| Medalla de bronce | Henry Borges  | Judo                | -60 kg J1/J2 Masculino                | 19 de noviembre |

## Medallas por disciplinas
| Deporte             |   |   |   |   |
| ------------------- | - | - | - | - |
| Tiro para deportivo | 0 | 1 | 0 | 1 |
| Judo                | 0 | 0 | 1 | 1 |
| Total               | 0 | 1 | 1 | 2 |